# Hermann Nitsch
Pour les articles homonymes, voir Nitsch.
Hermann Nitsch, né le 29 août 1938 à Vienne et mort le 18 avril 2022 à Mistelbach (Basse-Autriche), est un artiste contemporain autrichien.
Il est cofondateur du mouvement Wiener Aktionismus (Actionnisme viennois) et l'un des représentants les plus importants du courant qu'il a défendu jusqu'en fin de vie. Les autres protagonistes fédérateurs de ce groupe d'artistes viennois sont Günter Brus, Otto Mühl et Rudolf Schwarzkogler. Il est représenté en France par la Galerie RX, Paris.

## Biographie

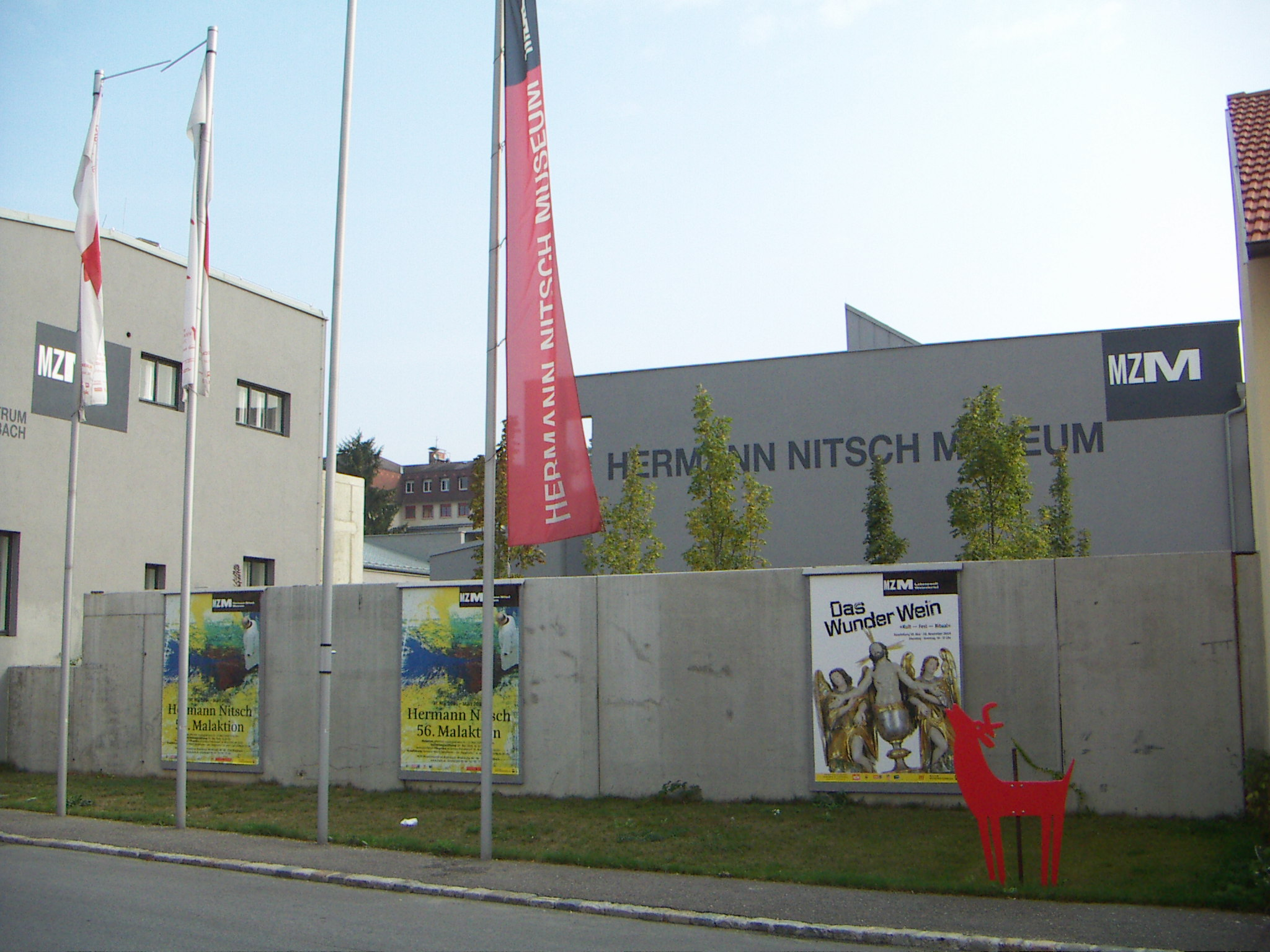
Le musée Hermann Nitsch au Museumszentrum de Mistelbach.

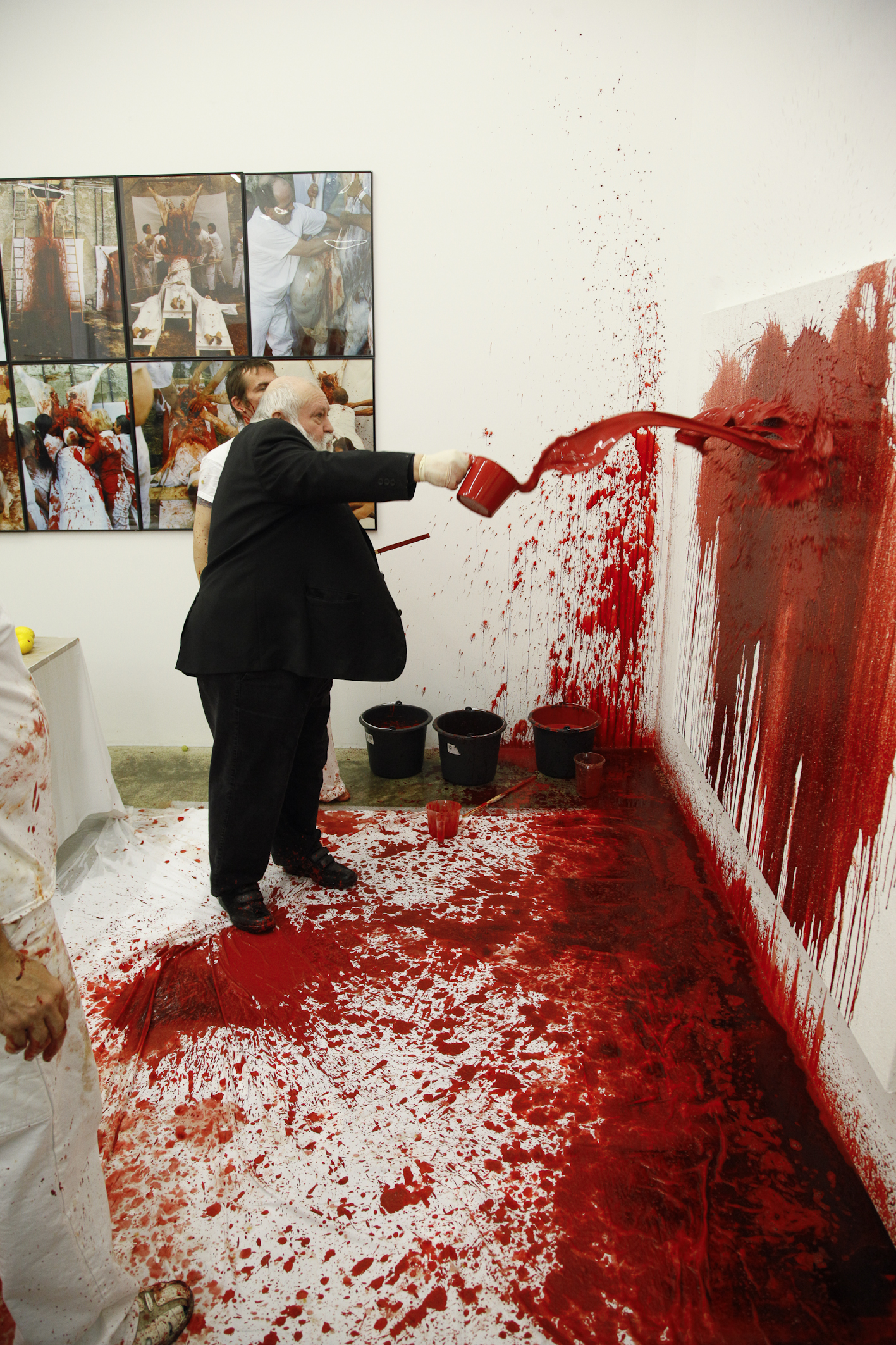
performance d'Hermann Nitsch dans son musée en 2009.

Avant de se tourner vers la peinture, Hermann Nitsch a effectué ses études à la Graphische Lehr- und Versuchsanstalt (Institut des Arts Graphiques Appliqués) de Vienne.
En 1961, il élabore ses premiers Schüttbilder (de) (variante du dripping développée par les actionnistes) et, en collaboration avec  Otto Mühl et Adolf Frohner, il organise des actions inspirées des happenings et des performances de Fluxus.
C'est à cette époque qu'il développe le concept d'Orgien-Mysterien Theater (Théâtre des Orgies et Mystères). Avec l'intégration de toutes les formes d'art : la peinture, l'architecture, la musique, etc. L'Orgien-Mysterien Theater, semblable à l'idée wagnerienne du Gesamstkunstwerk (œuvre d'art totale), est supposé mettre progressivement sous tension tous les sens des participants jusqu'à ce que, arrivé au point culminant, chacun prenne différemment conscience de son existence.
À partir de 1971, Hermann Nitsch organise régulièrement ses Orgien-Mysterien-Spiele sur l'aréal du Schloss Prinzendorf (chateau situé en Basse-Autriche), qu'il a acquis la même année. Sa 100e performance, à l'été 1998, conçue comme l'aboutissement de son œuvre, le 6-Tage-Spiel, a duré six jours entiers.
La vision du monde d'Hermann Nitsch est fortement marquée par des écrivains mythiques tels que Sade, Nietzsche, Freud, Artaud, Bataille entre autres.
Pour son Orgien-Mysterien Theater, Hermann Nitsch intervient aussi en tant qu'écrivain et que compositeur. Ses actions sont méticuleusement décrites et ses  partitions contiennent, à côté des morceaux de musique graphiquement notés, des instructions d'action et des textes.
L'intégration du sang, du corps animal et du corps humain, la combinaison de  rituels et d'éléments liturgiques dans ses actions sanglantes à caractère cérémoniel incitent non seulement les protecteurs des animaux à prendre position mais aussi des théologiens et des représentants de la morale publique. Ainsi, l'œuvre de Nitsch est extrêmement controversée.
En fin de compte, Hermann Nitsch apparaît pour certains comme le représentant d'une esthétique archaïque et provocatrice. Pour les uns c'est un véritable artiste d'une grande originalité, pour d'autres c'est un primitif présomptueux œuvrant dans le mauvais goût le plus outrancier.[réf. nécessaire]
Hermann Nitsch a une influence très visible sur la scène artistique autrichienne et viennoise en particulier.
Il meurt le 18 avril 2022 à Mistelbach en Basse-Autriche à l'âge de 83 ans des suites d’une longue maladie.